# Microregione di Campos do Jordão
Campos do Jordão è una microregione dello Stato di San Paolo in Brasile, appartenente alla mesoregione di Vale do Paraíba Paulista.

## Comuni
Comprende 4 comuni:
- Campos do Jordão
- Monteiro Lobato
- Santo Antônio do Pinhal
- São Bento do Sapucaí